# Al'sheyevsky (huyện)
Huyện Al'sheyevsky (tiếng Nga: ? райо́н) là một huyện hành chính tự quản (raion), của Bashkortostan, Nga. Huyện có diện tích 2417 km², dân số thời điểm ngày 1 tháng 1 năm 2000 là 47100 người. Trung tâm của huyện đóng ở Rayevsky.